# Norma Torres
Norma Judith Torres (Escuintla, Guatemala; 4 de abril de 1965) es una política estadounidense. Es miembro de la Cámara de Representantes de los Estados Unidos por el 35.º distrito congresional de California. Previamente, fue miembro del Senado Estatal de California representando al distrito 32.º. Es demócrata.

## Primeros años y carrera
Torres nació en Guatemala. Cuando tenía cinco años, su madre falleció, y ella, su padre y sus hermanos se mudaron a Los Ángeles. Originalmente llegó con una visa de turista, pero se convirtió en residente legal en su adolescencia y obtuvo la ciudadanía en 1992.
Trabajó como despachadora en el 911, donde en 1994, dirigió una campaña para que se contratasen operadores bilingües en el 911. Era miembro activo de AFSCME, sirviendo como delegada sindical local de 3090. Sirvió en el Ayuntamiento de Pomona antes de ser elegida Alcaldesa de la ciudad en 2006. En 2008, avaló al entonces candidato a la Presidencia Barack Obama antes de que Hillary Clinton renunciase a la carrera, y fue superdelegada en la Convención Nacional Demócrata de 2008. Fue elegida para la Asamblea Estatal en noviembre de 2008, ocupando la vacante del anterior legislador Nell Soto, quien se jubiló.
Fue la Tesorera en 2008/2009 para la Conferencia Nacional de Alcaldes Demócratas.
Obtuvo su licenciatura en estudios laborales en el ahora desaparecido National Labor College en Maryland en 2012.

## Cámara de Representantes de EE.UU.

### Asignaciones de comité
- Comité de Asuntos Exteriores
  - Subcomité sobre el hemisferio occidental
  - Subcomité sobre terrorismo, no proliferación, y comerio
- Comité de Recursos Naturales
  - Subcomité sobre asuntos de indios, nativos insulares y de Alaska
  - Subcomité sobre tierras federales

### Pertenencia a la bancada
- Coalición Nuevo Demócrata[6]
- Caucus Hispano del Congreso[7]

## Posiciones políticas

### Aborto
A partir de 2022, Torres tiene una calificación del 100% de NARAL Pro-Choice America y una calificación de "F" de la Susan B. Anthony List por su historial de votación relacionado con el aborto. Se opuso a la revocación de Roe v. Wade, calificándola como "devastadora" y diciendo que retrocedió "décadas en nuestro país, revirtiendo tantos años de progreso arduamente ganado" para las mujeres.

### Big Tech
En 2022, Torres fue una de los 16 demócratas que votaron en contra de la Ley de Modernización de Tarifas de Presentación de Fusiones de 2021, un paquete antimonopolio destinado a tomar medidas enérgicas contra las corporaciones por comportamientos anticompetitivos.

### Ley de Responsabilidad Fiscal de 2023
Torres fue una de los 46 demócratas que votaron en contra de la aprobación final de la Ley de Responsabilidad Fiscal de 2023 en la Cámara.